# Вікторівка (Дмитрієвський район)
Вікторівка (рос. Викторовка) — хутір в Дмитрієвському районі Курської області Російської Федерації.
Населення становить 17 осіб. Входить до складу муніципального утворення Новопершинська сільрада.

## Історія
Населений пункт розташований на території українського етнічного та культурного краю Східна Слобожанщина.
Від 2004 року входить до складу муніципального утворення Новопершинська сільрада.

## Населення
| 2002 | 2010 |
| ---- | ---- |
| 8    | ↗17  |